# Riot Grrrl

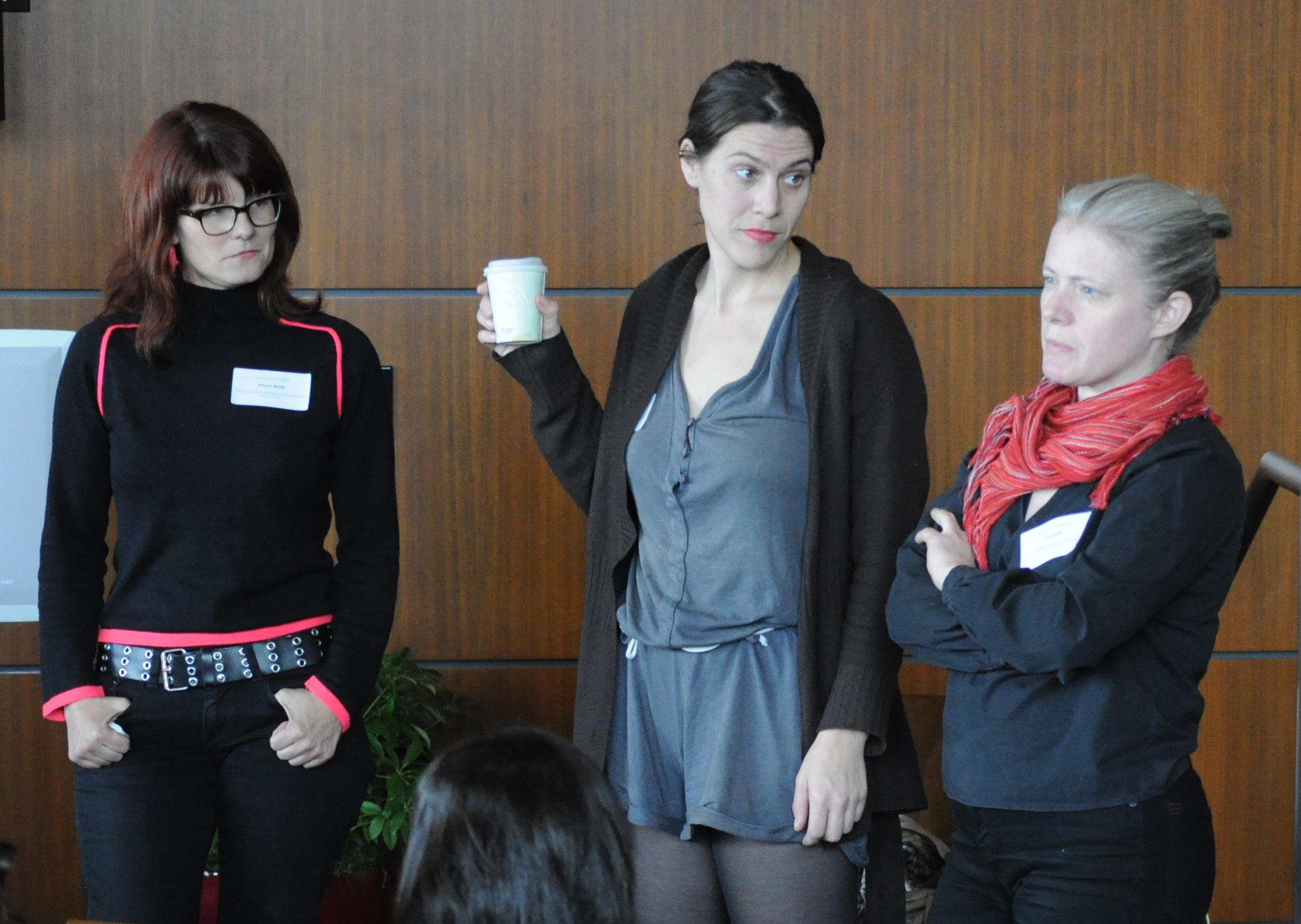
Les Riot Grrls Allison Wolfe, Anna Oxygen i Jen Smith en una conferència l'any 2011

Les Riot Grrl o també Riot Grrrl és un moviment musical que comprèn diverses cantants, músiques i bandes d'un estil entre el punk rock i el rock alternatiu, contingut activista feminista (postfeminista) i que expressament s'hi autoinclouen. També conegut com a Moviment Grrrl, aquest col·lectiu de militants postfeministes va néixer als Estats Units als anys noranta, influït per nombroses músiques punk i rock dels anys setanta i vuitanta. El nom prové del llançament d'un fanzín amb aquest nom per part de la ballarina Kathleen Hanna i la crítica de rock Tobi Vail, respectivament cantant i bateria de Bikini Kill. Les Riot Grrrls fan música, organitzen conferències i altres esdeveniments per a donar suport a les dones al sector musical i també s'impliquen d'una manera més àmplia a l'art en general i l'acció política feminista.
Els col·lectius i bandes associats a les Riot Girrls solen tractar l'empoderament de les dones i denunciar problemes lligats el racisme, el masclisme, la sexualitat i la violència domèstica, entre d'altres. Algunes d'aquestes bandes són Bikini Kill, Jack Off Jill (més tard Scarling), Bratmobile, Adickdid, Bang!, The Butchies, Calamity Jane, Dickless, Emily's Sassy Lime, Excuse 17, Fifth Column, The Frumpies, Heavens to Betsy, Huggy Bear, Sleater-Kinney, L7 i Team Dresch
A Europa són ben conegudes les russes Pussy Riot, de filosofia similar.